# Marina Andrejewna Alexandrowa

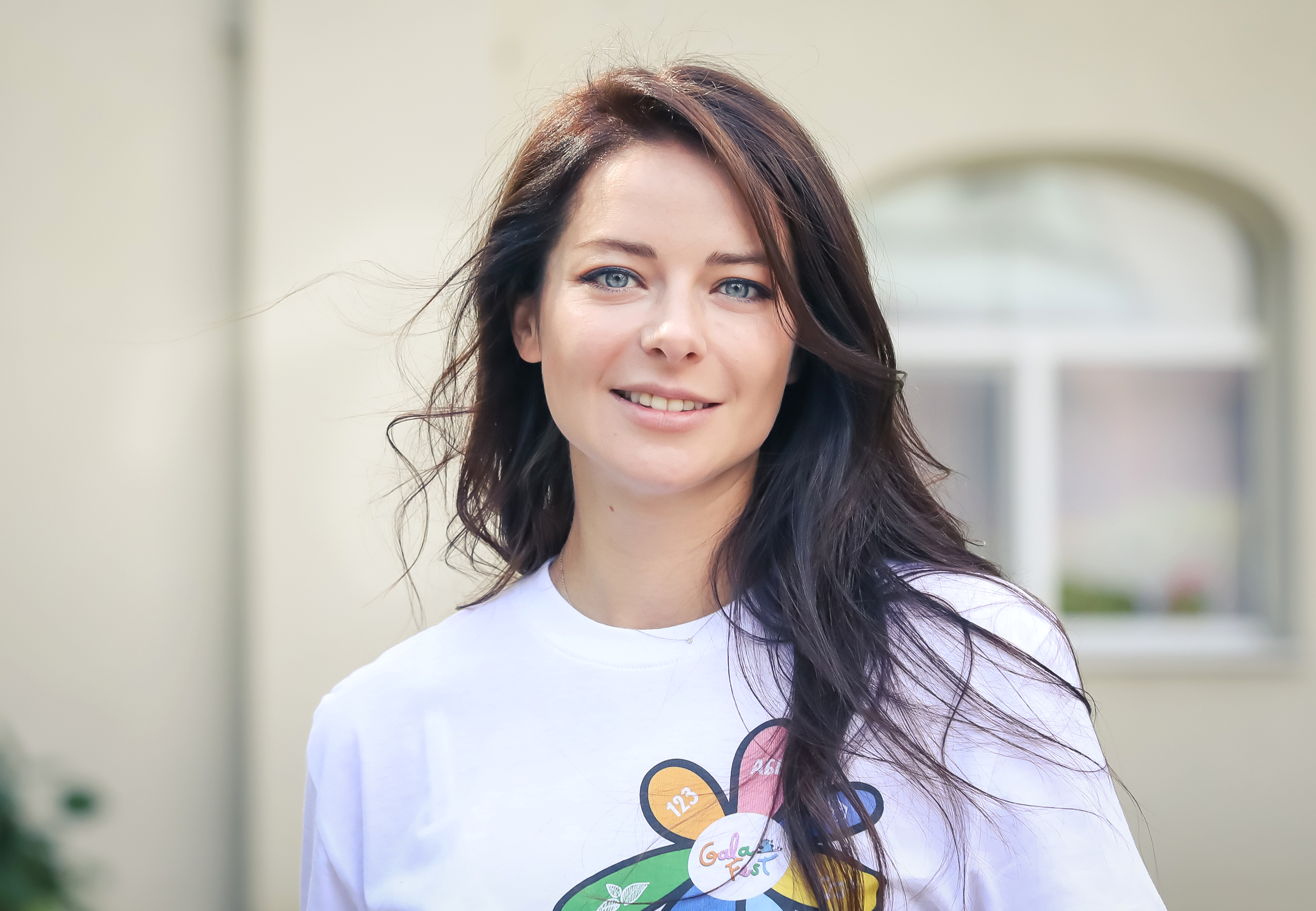
Marina Alexandrowa im 2019

Marina Andrejewna Pupenina (russisch Мари́на Андре́евна Пупе́нина; * 29. August 1982 in Kiskunmajsa, Ungarn), bekannt als Marina Alexandrowa ist eine russische Schauspielerin.

## Leben
Alexandrowas Vater war ein in Ungarn stationierter sowjetischer Offizier, ihre Mutter eine Professorin an der Herzen Universität St. Petersburg. Die ersten fünf Jahre lebte sie mit ihren Eltern in Ungarn und zog dann erst nach Daurien; später nach St. Petersburg. Mit 14 Jahren besuchte sie die Schauspielschule Imagine; mit 17 ging sie nach Moskau.
Eine ihrer ersten Filmrollen übernahm sie 2001 in Sewernoje sijanije (auch Aurora Borealis). Die gewonnene Aufmerksamkeit bescherte ihr 2002 eine weitere Rolle im Fernsehfilm Asasel. 2003 war sie als Dziwa in Die Wikinger – Angriff der Nordmänner zu sehen. Von 2004 bis 2007 spielte sie den wiederkehrenden Charakter Toma in der Fernsehserie Wiola Tarakanowa. Zudem betätigte sie sich von 2006 bis 2011 als Bühnenschauspielerin am Sovremennik Theater. Es folgten zahlreiche weitere Auftritte in Film- und Fernsehproduktionen. Seit 2014 verkörpert sie die Rolle Katharina II. in der Fernsehserie Jekaterina.
Von Juni 2008 bis April 2010 war Alexandrowa mit dem Schauspieler Iwan Stebunow verheiratet. Mit ihrem Lebenspartner Andrei Boltenko bekam sie im Juli 2012 einen Sohn und im September 2015 eine Tochter.

## Filmografie
- 1993: Na Deribassowskoi choroschaja pogoda, ili Na Braiton-Bitsch opjat idut doschdi
- 2000: Imperija pod udarom (Miniserie, 2 Folgen)
- 2001: Sewernoje sijanije
- 2002: Asasel (Fernsehfilm)
- 2002: Worowka 2. Stschastje naprokat (Fernsehserie)
- 2002: Glawnyje roli
- 2003: Die Wikinger – Angriff der Nordmänner (Stara baśń. Kiedy słońce było bogiem)
- 2003: Bednaja Nastja (Fernsehserie, 3 Folgen)
- 2004: La fonte des neiges (Fernsehfilm)
- 2004: Nussknacker und Mäusekönig (The Nutcracker and the Mouseking)
- 2004–2007: Wiola Tarakanowa (Fernsehserie, 9 Folgen)
- 2005: Swesda epochi (Miniserie, 8 Folgen)
- 2005: I schol pojesd
- 2006: Posledni bronepojesd (Fernsehserie)
- 2006: Peregon
- 2006: Utjossow. Pesnja dlinoju w schisn (Fernsehserie)
- 2008: Stritreissery
- 2009: Prawda skrywajet losch (Fernsehserie)
- 2009: Krasny ljod. Saga o chantach
- 2010: Saizew, schgi! Istorija schoumena
- 2010: Saka no Ue no Kumo (Fernsehserie, eine Folge)
- 2010: Ja tebja nikomu ne otdam (Fernsehserie)
- 2010: Wyssozki – Danke, für mein Leben (Высоцкий. Спасибо, что живой)
- 2011: Rotilõks
- 2011: Wsjo wkljutscheno!
- 2011: Prjatschsja!
- 2011: Srotschno ischtschu muscha (Fernsehfilm)
- 2011: Prawila maskarada (Fernsehserie)
- 2011: MUR (Fernsehserie, 20 Folgen)
- 2012: MosGas (Fernsehserie, 8 Folgen)
- 2013: Wse wkljutscheno 2
- 2014: Nerealnaja ljubow
- seit 2014: Jekaterina (Fernsehserie)
- 2015: Palatsch (Miniserie, 10 Folgen)
- 2015: Duscha schpiona
- 2015: Pauk (Fernsehserie)
- 2016: Mletschny put
- 2016: Schakal (Fernsehfilm)
- 2017: Nastojaschtschi szenari (Kurzfilm)
- 2018: Operazija „Satana“ (Miniserie, 8 Folgen)
- 2018: Domaschni arest (Fernsehserie, 12 Folgen)
- 2019: Mosgas. Nowoje delo majora Tscherkassowa (Miniserie, 8 Folgen)

## Auszeichnungen und Nominierungen
- 2009: MTV Movie Awards – Russia: Nominierung als beste Schauspielerin und für den besten Kuss (zusammen mit Alexei Tschadow) für Stritreissery.
- 2011: Teletriumph: Nominierung als beste Schauspielerin in einem Fernsehfilm oder in einer Fernsehserie für Ja tebja nikomu ne otdam
- 2015: APKIT Awards: Nominierung als beste Schauspielerin in einem Fernsehfilm oder in einer Fernsehserie für Jekaterina
- 2016: Golden Eagle Awards – Russia: Nominierung als beste Fernsehschauspielerin für Jekaterina
- 2017: Golden Umbrella TV Awards: Golden-Umbrella-Auszeichnung in der Kategorie bestes Fernsehdrama für Jekaterina (geteilt mit Kollegen)